# 汪用和
汪用和（1967年10月6日—），生於臺灣，臺灣電視新聞女主播。現為Yahoo TV《爸媽有事嗎？》主持人、鴻海教育基金會執行長。

## 學歷
- 北一女中
- 國立臺灣大學圖書館學系

## 經歷
- 台視記者
- 台視主播
- 台視《親子新聞》製作人
- 中天新聞台主播暨中天資訊台總監
- 中天娛樂台《今天絕對亨通》主持人
- 中廣流行網《晚餐新聞》主持人
- 年代新聞台主播
- 年代新聞台《笑敖年代》主持人
- 2010年《華視新聞請問市長》主持人
- Yahoo TV《爸媽有事嗎？》主持人
- 綠光劇團《黑道害我真命苦》演員
- 綠光劇團《人間條件》演員

## 家庭
祖父汪光堯為金門防衛司令部副司令官，中將。父親汪大華是臺灣《湖北文獻》雜誌社社長、臺灣大學教授。有一兄一妹，妹妹汪用中2006年曾欲代表中國國民黨參選臺北市議員，但未能通過黨內初選成而為正式參選人。另父親汪大華再婚，有一名同父異母的妹妹。
丈夫周守訓。經過多年戀愛，2001年5月19日，兩人在臺北市圓山飯店舉行了結婚典禮，立法院長王金平為證婚人，馬英九、胡志強等政要名流都到場祝賀。

## 國家通訊傳播委員會委員提名事件
2013年1月10日，行政院長陳冲提名汪用和為國家通訊傳播委員會委員，民進黨以她曾任國民黨籍立委的丈夫周守訓或曾任國民黨台灣省黨部副主委的父親汪大華，且本身為國民黨籍，指控其為政治酬庸。

同日，民進黨立委管碧玲、葉宜津等人，於立法院審查時，質疑其叔公汪超涌(汪潮涌)擔任創始人董事長兼總裁的「北京信中利投資」投資新中國際公司佔六成，並由她父親汪大華擔任董事長，且股權狀況都登記為「陸資」。在立委一再逼問後，行政院秘書長陳士魁同意針對提名瑕疵，行政院兩個月內將對交通委員會提檢討報告。汪用和解釋說，汪超涌是遠房親戚(據了解,此叔公非親叔公,乃祖籍地同村遠房叔公輩,並無血緣關係)。不過管碧玲出示照片顯示汪大華、汪用和與妹妹汪用中三人去年才陪同汪超涌一同拜會國民黨副主席吳伯雄。
管碧玲指出，在汪用和之父汪大華擔任董事長的「新中國際公司」係為「信中利投資集團」在台設立之子公司，且「新中國際公司」的官方網站上亦明文指出其主要投資方向包括「電信增值服務、訊息交換、新媒體等業務」，據此管碧玲等立法委員認為，若「新中國際公司」日後進行廣電媒體或電子通訊相關之投資時，汪用和恐有無法客觀獨立進行實質審查之虞。

## 著作
| 年份   | 書名                                           | 作者   | 出版社       | ISBN                   |
| ------ | ---------------------------------------------- | ------ | ------------ | ---------------------- |
| 2000年 | 《每個相遇都是驚喜》                           | 汪用和 | 格林文化     | ISBN 9789577452740     |
| 2004年 | 《HONEY，我的TIFFANY?》                        | 汪用和 | 咖啡田出版社 | ISBN 9789867524416     |
| 2020年 | 《求孕，是一個人的戰場－十四年，只為等一個你》 | 汪用和 | 寶瓶文化     | ISBN 978-986-406-170-9 |

## 主持
- 2014年：POP Radio  POP搶先爆
- 2017年：POP Radio 用心過生活
- 2019年：Yahoo TV《爸媽有事嗎？》主持人。

## 廣告
- 統一企業「統一AB優酪乳」

## 外部連結
- 汪用和的Facebook專頁
- 爸媽有事嗎？ - Yahoo TV （页面存档备份，存于）